# غيليس كليمنت
غيليس كليمنت (بالفرنسية: Gilles Clément)‏‏ (6 أكتوبر 1943 - ) كاتب، وعالم حشرات، ومهندس المناظر الطبيعية، وحدائقي، ومهندس زراعي، وعالم نبات، وروائي، وكاتب مقالات من فرنسا.

## الجوائز
- قائد الفنون والآداب
- Grand Landscape Award  [لغات أخرى]‏

## روابط خارجية
- غيليس كليمنت على موقع IMDb (الإنجليزية)